# 안넬리 예텐메키
안넬리 툴리키 예텐메키(핀란드어: Anneli Tuulikki Jäätteenmäki, 1955년 2월 11일 ~ )는 핀란드의 여성 정치인이다.
2003년 총선에서 집권 사회민주당이 친미 정책을 펴며 이라크 전쟁을 지지했다고 공격하며 인기를 얻어 사회민주당을 근소한 차로 제치고 중도당을 제 1당으로 이끌었다. 총선 후 사회민주당과 연정을 구성, 4월 17일 핀란드 최초의 여성 총리로 선출되었다. 이에 따라 타르야 할로넨 대통령에 이어 핀란드는 세계에서 처음으로 여성 대통령에 여성 총리가 정부를 이끄는 나라가 되었다.
그러나 그는 이라크 전쟁과 관련된 외교 기밀을 총선에 활용했다는 의혹을 받았으며, 이는 핀란드에서 이라크 게이트로 큰 논란을 일으켰다. 결국 사회민주당과의 갈등과 이라크 게이트 문제로 그는 불과 2개여월 만인 6월 24일 총리직을 사퇴하였다.

## 생애
- 서핀란드 주의 라푸아에서 태어남
- 1987년 국회의원으로 선출
- 1994년 ~ 1995년 법무장관
- 2000년 중도당 대표로 선출
- 2003년 4월 17일 핀란드 최초의 여성 총리로 선출
- 2003년 6월 24일 총리직 사퇴
- 그 후 유럽의회 의원으로 선출되어 활동 중

| 전임 파보 리포넨 | 제39대 핀란드의 총리 2003년 4월 17일 ~ 2003년 6월 24일 | 후임 마티 반하넨 |